# Nodirbek Abdusattorov
Nodirbek Abdusattorov (* 18. September 2004 in Taschkent) ist ein usbekischer Schachspieler und der Weltmeister im Schnellschach 2021.

## Schachkarriere
Abdusattorov gewann 2012 die Jugendweltmeisterschaft der Altersklasse U8 und wurde 2014 Zweiter in der Altersklasse U10. Im Alter von 13 Jahren, einem Monat und elf Tagen qualifizierte er sich für den Großmeistertitel. Die FIDE verlieh ihm den Titel im April 2018. Er galt als Schachwunderkind.
Beim Schach-Weltpokal 2021 schaltete er Aravindh Chithambaram und Anish Giri aus, bevor er in der Runde der letzten 16 Spieler gegen Vasif Durarbəyli ausschied. 
Abdusattorov gewann die Schnellschachweltmeisterschaft 2021 in Warschau und wurde der jüngste Schnellschachweltmeister aller Zeiten. Er siegte im Playoff gegen Jan Nepomnjaschtschi, nachdem er das Turnier zuvor punktgleich mit diesem, dem zuvor amtierenden Weltmeister Magnus Carlsen und Fabiano Caruana abgeschlossen hatte.
Im Tata-Steel-Schachturnier 2023 schlug er unter anderem Weltmeister Magnus Carlsen und lag die meiste Zeit im Turnier in Führung, wurde aber in der letzten Runde durch seine einzige Niederlage – gegen Jorden van Foreest – noch von Anish Giri auf Platz zwei verwiesen.
Er gewann im März 2024 das Masters-Turnier beim Internationalen Schachfestival Prag. Der 19-jährige Usbeke besiegte in der achten von neun Runden Parham Maghsoodloo im direkten Duell um den Titel und wurde damit zum sechsten Sieger des Masters.

## Belege
1. ↑  International Chess Federation: Nodirbek Abdusattorov - the new World Rapid Chess Champion. 28. Dezember 2021, abgerufen am 29. Dezember 2021.
2. ↑  Klaus Besenthal: Tata Steel Chess: Anish Giri gewinnt das Masters. ChessBase, 29. Januar 2023, abgerufen am 4. Februar 2023.
3. ↑  NODIRBEK ABDUSATTOROV IS THE NEW MASTERS CHAMPION. praguechessfestival.com, 6. März 2024, abgerufen am 7. März 2024.

| Personendaten    | Personendaten             |
| ---------------- | ------------------------- |
| NAME             | Abdusattorov, Nodirbek    |
| KURZBESCHREIBUNG | usbekischer Schachspieler |
| GEBURTSDATUM     | 18. September 2004        |
| GEBURTSORT       | Taschkent                 |